# Universidade de Seul
A Universidade de Seul (UOS) é uma universidade pública situada em Seul, Coreia do Sul. É mantida pelo Governo Metropolitano de Seul.
Foi fundada em 1918 como Faculdade Agrícola Pública Kyung Sung.

## Organização acadêmica

### Faculdades
- Faculdade de Direito e Administração Pública
- Faculdade de Economia e Administração de Empresas
- Faculdade de Engenharia
- Faculdade de Humanidades
- Faculdade de Ciências Naturais
- Faculdade de Ciências Urbanas
- Faculdade de Artes e Educação Física

### Escolas de pós-graduação
- Escola de Pós-Graduação
- Escola de Pós-Graduação de Ciências da Tributação
- Escola de Pós-Graduação de Design
- Escola de Pós-Graduação de Direito
- Escola de Pós-Graduação de Ciências Urbanas
- Escola de Pós-Graduação de Administração de Empresas
- Escola de Pós-Graduação de Engenharia
- Escola de Pós-Graduação de Educação